# شون فرازير (سياسي)
شون سايمون أندرو فرازير هو سياسي كندي، ولد في 1 يونيو 1984 في كندا. حزبياً، نشط في الحزب الليبرالي الكندي. في الانتخابات الفيدرالية الكندية 2015، انتخب عضو مجلس العموم الكندي عن دائرة Central Nova ‏ وقد انضم خلال فترته النيابية ‏ (19 أكتوبر 2015 – ) للكتلة البرلمانية الحزب الليبرالي الكندي.

## وصلات خارجية
- الموقع الرسمي